# Agenzia Nazionale Stampa Associata
A Agenzia Nazionale Stampa Associata (ANSA) é a principal agência de notícias italiana. Fundada em 15 de janeiro de 1945, sua sede central situa-se na cidade de Roma.
Além dos noticiários em língua italiana, a ANSA publica notícias em inglês, castelhano, português e árabe.